# Копинівці
Копині́вці — село в Україні, у Закарпатській області, Мукачівському районі. Входить до складу Івановецької сільської громади.

## Історія
Згадка про село є в писемних джерелах другої половини XV століття як Mogioros. Вчені датують згадку 1447 роком. З приводу назви, то тут є декілька варіантів. Та більш реальна інша версія, яка має наукове підтвердження. Як населений пункт, село з'явилося у 16-17 столітті. В 1945 році тут було вже 100 будинків, у яких проживало майже 700 селян.
Церква св. Василя Великого. 1888.
Священник служив у селі в середині XVII ст. Найдавнішу згадку про церкву записано в 1692 р. З 1682 р. до 1711 р. в селі служив священик Андрій Поп. У 1711 р. на село напали татари і понищили церкву.
У 1733 р. згадують дерев'яну церкву св. Василія без дзвонів. Роль дзвонів виконував дерев'яний щит, по якому били молотком. У 1797 р. філії були в Медведівцях, Серенчівцях та Балашівцях (нині їх приєднано до Копинівців).
1 серпня 1870 р. за священика Олександра Стецовича заклали фундамент, а 16 вересня 1888 р. за священика Петра Олага вікарій Віктор Гебей посвятив муровану базиліку, яка стоїть понині. При завершенні будівництва відзначився Василь Немеш, обраний куратором у 1885 р.
На церкві позначено роком спорудження 1894, але це дата посвячення церкви після внутрішнього оздоблення, покриття бляхою та інших доробок, проведених В. Немешем. Друга дата (1988) — рік останнього зовнішнього ремонту храму.
У церкві зберігають цікавий іконостас, виготовлений подібно до меблів з полірованого дерева. Позолотою покрито лише капітелі колонок та орнаментику. Над дверима хорів написано, що «НА УКРАШЕНИЕ СЕГО ХРАМУ ДАРУВАЛЪ ИВАНЪ ФЛЕНЬКО С ЖЕНОЮ ГАФІЕЮ 15 000 КАЧ 1935». Твердять, що ці кошти пішли на спорудження хорів.
Біля церкви стоїть проста каркасна одноярусна дерев'яна дзвіниця на бетонному фундаменті. Напис на великому дзвоні свідчить, що відлили його в 1928 р. в Малих Ґеївцях стараннями священика о. Степана Фесторія, кураторів Івана Бадзя, Михайла Симочка, Василя Фленька, Івана ПІманька.
Менший дзвін відлили за священника Євгенія Уйгелія в 1922 р.
Місцевий парох Юлій Тромпак провів 7 років у концтаборах Сибіру.

## Присілки
Балашівці
Балашівці - колишнє село в Україні, в Закарпатській області, Мукачівському районі. Обєднане з селом Копинівці рішенням  облвиконкому  Закарпатської області №264 від 13.05.1960
Ballósfalva 1570, Balosfalua, Balasocz 1630, Ballos 1645, Ballos Falva
1773, Balásfalva, Blasendorf, 1851, Balásfalva 1864, Balazsavczi
1877, Balázsfalva 1913, Ballósfalva 1925, Balašovce 1930, Balaţovce 1944, Ballósfalva,  Балажовцы 1960
У 1562 році Янош Заполяї дарує цю місцевість Дмитру Балогу, жителю Копинівці
У 1932 р. типове приміщення для народної школи було побудоване в с. Балашівці, в селі Балашівці, діяла чотирикласна початкова школа, випускники якої продовжували навчання у Копинівській семирічній школі.
У 1797 р. філія храму Св.Василія в Копинівцях - відкрилася в Балашівцях.

Перніш
Перніш - колишнє село в Україні, в Закарпатській області.
Обєднане з селом Копинівці
Згадки:  1600: Perniszfalva

Вульшинка
Вульшинка - колишнє село в Україні, в Закарпатській області. 
Обєднане з селом Копинівці
Згадки:  1602: Usinka, 1649: Vulsinka, 1672: Vulsinka, 1711: Vulsinka

## Населення
Згідно з переписом УРСР 1989 року чисельність наявного населення села становила 926 осіб, з яких 443 чоловіки та 483 жінки.
За переписом населення України 2001 року в селі мешкало 798 осіб.

### Мова
Розподіл населення за рідною мовою за даними перепису 2001 року:
| Мова       | Відсоток |
| ---------- | -------- |
| українська | 99,13 %  |
| російська  | 0,50 %   |
| угорська   | 0,37 %   |

## Відомі люди
У селі народився український літературознавець, публіцист Бадзьо Юрій Васильович.

## Туристичні місця
- храм св. Василя Великого. 1888.
- водосховище 